# Psocorrhyncha burmitica
Psocorrhyncha burmitica — викопний вид крилатих комах родини Archipsyllidae вимерлого ряду Permopsocida, що існував у пізній крейді. Виявлений у бірманському бурштині віком 99 млн років.

## Опис
Тіло завдовжки 2,4 мм. Довжина голови з рострумом 0,9 мм (головна капсула 0,4 мм). Довжина переднього крила 2,6 мм, ширина 0,7 мм (заднього крила — 2,3 мм і 0,71 мм, відповідно). Складні очі добре розвинені (ширина 0,28 мм), розділені. Нижньощелепні щупики 4-членикові, нижньогубні щупики складаються з 3 сегментів. Лапки 4-членикові, відносно довгі. Довжина переднього стегна 0,5 мм, передньої гомілки 0,7 мм..

## Спосіб життя
Аналіз вмісту шлунку показав, що комаха живилася пилком покритонасінних рослин Nyssapollenites.